# Piędź

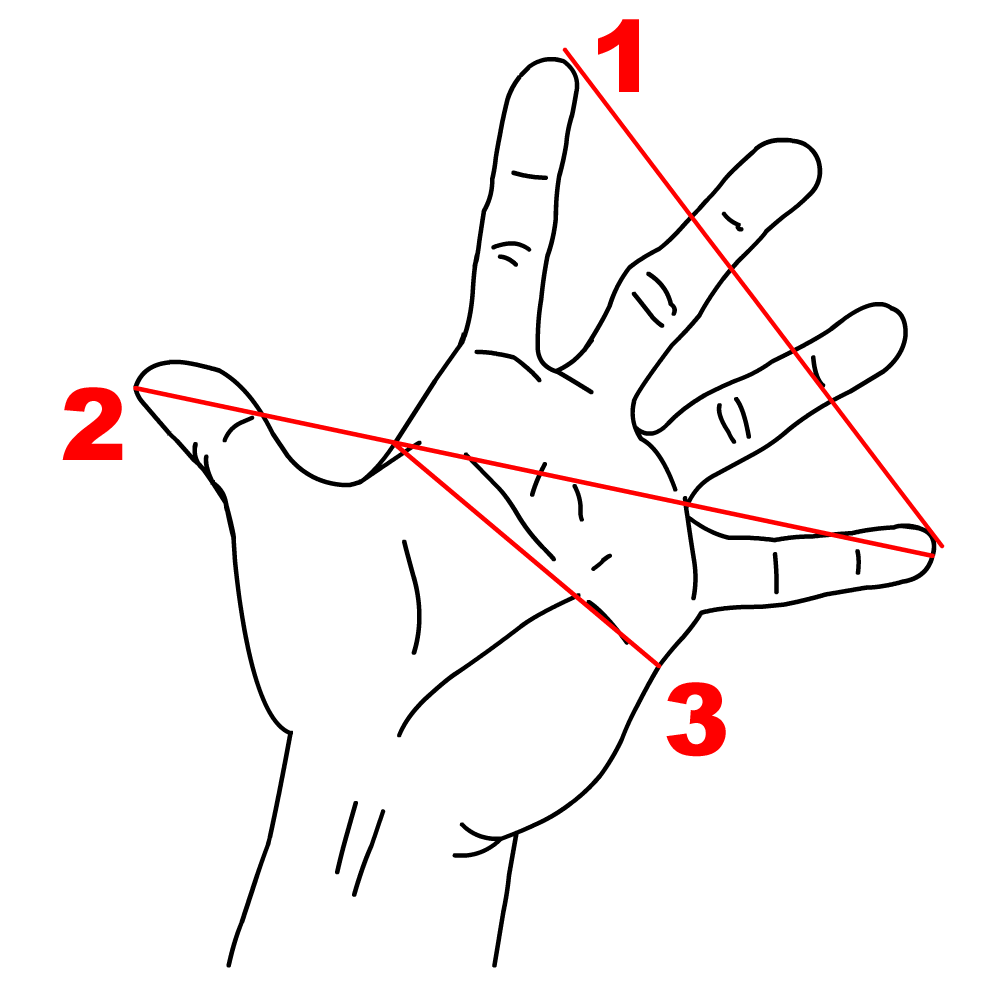
Dawne jednostki miar związane z wymiarami dłoni
1: Ćwierć
2: Piędź
3: Dłoń

Piędź – dawna miara długości, określana jako odległość między końcami kciuka i palca środkowego (lub małego) rozwartej dłoni.
W dawnej Polsce jej wartość, zróżnicowana lokalnie, wynosiła w zależności od regionu:
1 piędź = 1/3 łokcia ≈ 19,8 cm lub
1 piędź = 3/4 stopy ≈ 22,3 cm